# Moskorzew (gmina)
Pour les articles homonymes, voir Moskorzew.
La gmina de Moskorzew est une commune rurale de la voïvodie de Sainte-Croix et du powiat de Włoszczowa. Elle s'étend sur 71,29 km2 et comptait 2 930 habitants en 2006. Son siège est le village de Moskorzew qui se situe à environ 22 kilomètres au sud de Włoszczowa et à 54 kilomètres au sud-ouest de Kielce.

## Villages
La gmina de Moskorzew comprend les villages et localités de Chebdzie, Chlewice, Chlewska Wola, Dąbrówka, Dalekie, Damiany, Jadwigów, Lubachowy, Mękarzów, Moskorzew, Perzyny, Przybyszów et Tarnawa Góra.

## Gminy voisines
La gmina de Moskorzew est voisine des gminy de Nagłowice, Radków, Słupia et Szczekociny.